# 盧日基 (若夫克瓦區)
50°13′27″N 23°39′52″E / 50.22417°N 23.66444°E
盧日基（烏克蘭語：Лужки）是烏克蘭西部的村莊，隸屬利維夫州的利維夫區。該村面積0.2平方公里，海拔高度279米，2001年人口125，人口密度每平方公里631.31人。